# بوالو-نارسژاک
پیر بوالو (به فرانسوی: Pierre Boileau) ‏
(۲۸ آوریل ۱۹۰۶ در پاریس – ۱۶ ژانویه ۱۹۸۹ در بلییو-سوور-مر) و توماس نارسژاک (به فرانسوی: Thomas Narcejac) (به فرانسوی: Pierre Ayraud) ‏ (۳ ژوئیه ۱۹۰۸ در روشفو، شارانت-ماریتیم – ۹ ژوئن ۱۹۹۸ در نیس) جنایی‌نویسان فرانسوی هستند.
سرگیجه ساخته آلفرد هیچکاک با اقتباس از رمان از میان مردگان اثر این دو نویسنده در سال ۱۹۵۴ است.

## آثار
1. چشم‌زخم،[۱] ترجمه عباس آگاهی
2. زنی که دیگر نبود، ترجمه عباس آگاهی
3. ماده‌گرگ‌ها، ترجمه عباس آگاهی
4. آخر خط، ترجمه عباس آگاهی
5. از میان مردگان یا سرگیجه، ترجمه عباس آگاهی
6. چهره‌های تاریکی، ترجمه عباس آگاهی
7. زیبای خفته